# Jozef Vengloš
Jozef Vengloš (født 18. februar 1936, død 26. januar 2021) var en slovakisk fodboldspiller og -træner.
Han har været træner for Australiens fodboldlandshold, Tjekkoslovakiets fodboldlandshold og Slovakiets fodboldlandshold.